# 비교신화학 속 예수
비교 신화학 속 예수의 연구는 기독교 신화와 다른 종교에 관련된 것처럼, 기독교 복음서, 전통과 신학에서 예수의 삶의 이야기의 시험이다.

## 같이 보기
- 기독교 신화
- 그리스도 신화론
- 소수 기독교
- 예수의 역사성
- 죽음과 재생의 신
- 세속 신학